# Roseller Lim
Roseller Lim là một đô thị hạng 4 ở tỉnh Zamboanga Sibugay, Philippines. Theo điều tra dân số năm 2000 của Philipin, đô thị này có dân số 34.152 người trong 6,478 hộ. 

## Barangay
Roseller Lim được chia thành 26 barangay.
| - Ali Alsree - Balansag - Calula - Casacon - Don Perfecto - Gango - Katipunan - Kulambugan - Mabini - Magsaysay - Malubal - New Antique - New Sagay | - Palmera - Pres. Roxas - Remedios - San Antonio - San Fernandino - San Jose - Santo Rosario - Siawang - Silingan - Surabay - Taruc - Tilasan - Tupilac |